# William Edmond Logan
Pour les articles homonymes, voir William Logan, Edmond et Logan.
Sir William Edmond Logan (20 avril 1798 – 22 juin 1875) est un géologue canadien.

## Biographie
Logan naît à Montréal au Québec. Il étudie à l'université d'Édimbourg. Il s'intéresse à la géologie en autodidacte en 1831 quand il achète une houillère à Swansea. Il confectionne une carte géologique des bassins houiller du sud du Pays de Galles et émet l'avis que les couches d'argile sous ces bassins étaient le sol sur lequel les plantes qui ont formé le charbon ont vécu.
Sa réputation de géologue s'étend et en 1842 on lui propose d'établir la Commission géologique du Canada. Il dirige cette organisation jusqu'en 1869. Durant cette période il décrit les roches des Laurentides du Canada et des Adirondacks au nord-est de New York.
Il reçoit de nombreuses récompenses honorifiques, entre autres la légion d'honneur décernée par Napoléon III. Il est nommé chevalier par la reine Victoria et reçoit la médaille Wollaston de la Geological Society of London.
Il se retire en 1869 à Pembrokeshire où il meurt en 1875. Il est enterré dans le cimetière de Cilgerran.

## Nommés en son honneur
- La médaille Logan, plus haute distinction en géologie au Canada.

En toponymie :
- Le mont Logan, la plus haute montagne du Canada ;
- Le mont Logan, au Québec ;
- La faille de Logan, faille de chevauchement au Canada.

Deux dédicaces d’espèce minéralogique :
- La loganite décrite par le géologue T. Sterry Hunt en 1851. Minéral de l'île Calumet, sur la rivière des Outaouais, mais qui a été rapidement déclassée comme mélange d’actinolite, diopside, et de talc.
- La wéloganite trouvée par Ann Sabina en 1966 et décrite en 1968, qui est un carbonate de strontium, sodium et zirconium de Carrière Francon, St.-Michel, Île de Montréal, au Québec, au Canada.